# Францішек Бартошек
Францішек Бартошек (пол. Franciszek Bartoszek; 22 вересня 1894, Чеховиці — 2 травня 1964) — польський коваль і комуністичний політичний діяч, депутат Сейму Польської Народної Республіки 3-го скликання.

## Біографія
Здобув початкову освіту, за фахом коваль. У Другій Речі Посполитій був членом Комуністичної партії Польщі, ув'язнений за свою політичну діяльність. Під час німецької окупації вступив до Польської робітничої партії та Народної армії. Був профспілковим активістом, а після звільнення організовував національні ради в Сілезії. Став членом Польської об'єднаної робітничої партії, а в 1956-1961 роках був головою президії Муніципальної національної ради в Чеховицях. У 1961 році він отримав місце в Сеймі Польської Народної Республіки від Бєльсько-Бяла, працював у Комітеті внутрішніх справ. Помер під час перебування на посаді.